# Really? Really!
Really? Really! (リアリー? リアリー!?, Riarī? Riarī!) è una visual novel giapponese per adulti creata dalla Navel, secondo sequel spin-off di Shuffle!. La protagonista questa volta è Kaede.

## Trama
Kaede entra in coma a causa di una magia di Primula e perde i ricordi. Il giocatore deve recuperarli.

## Nuovi personaggi
Mikio Fuyou (芙蓉幹夫?, Fuyō Mikio)
Il padre di Kaede, è il marito di Momiji.
Momiji Fuyou (芙蓉紅葉?, Fuyō Momiji)
La madre di Kaede, guida il giocatore nel ricostruire i ricordi della figlia.

## Colonna sonora
- Opening: Remember memories di YURIA.
- Ending: Happy Dream di YURIA.
- Insert Song: Ageless Love di Miyuki Hashimoto.